# Psalm 81

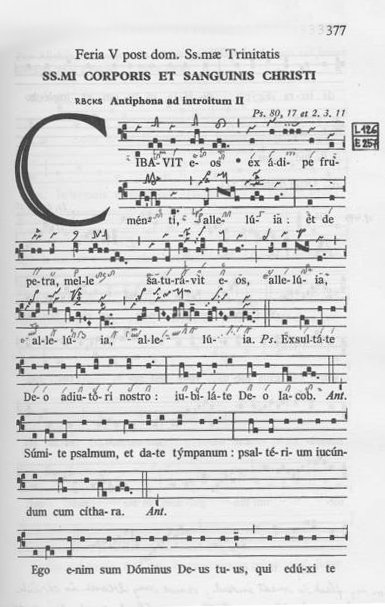
Gregorianische Vertonung des Psalms im Graduale Romanum (Introitus des Hochfestes Fronleichnam)

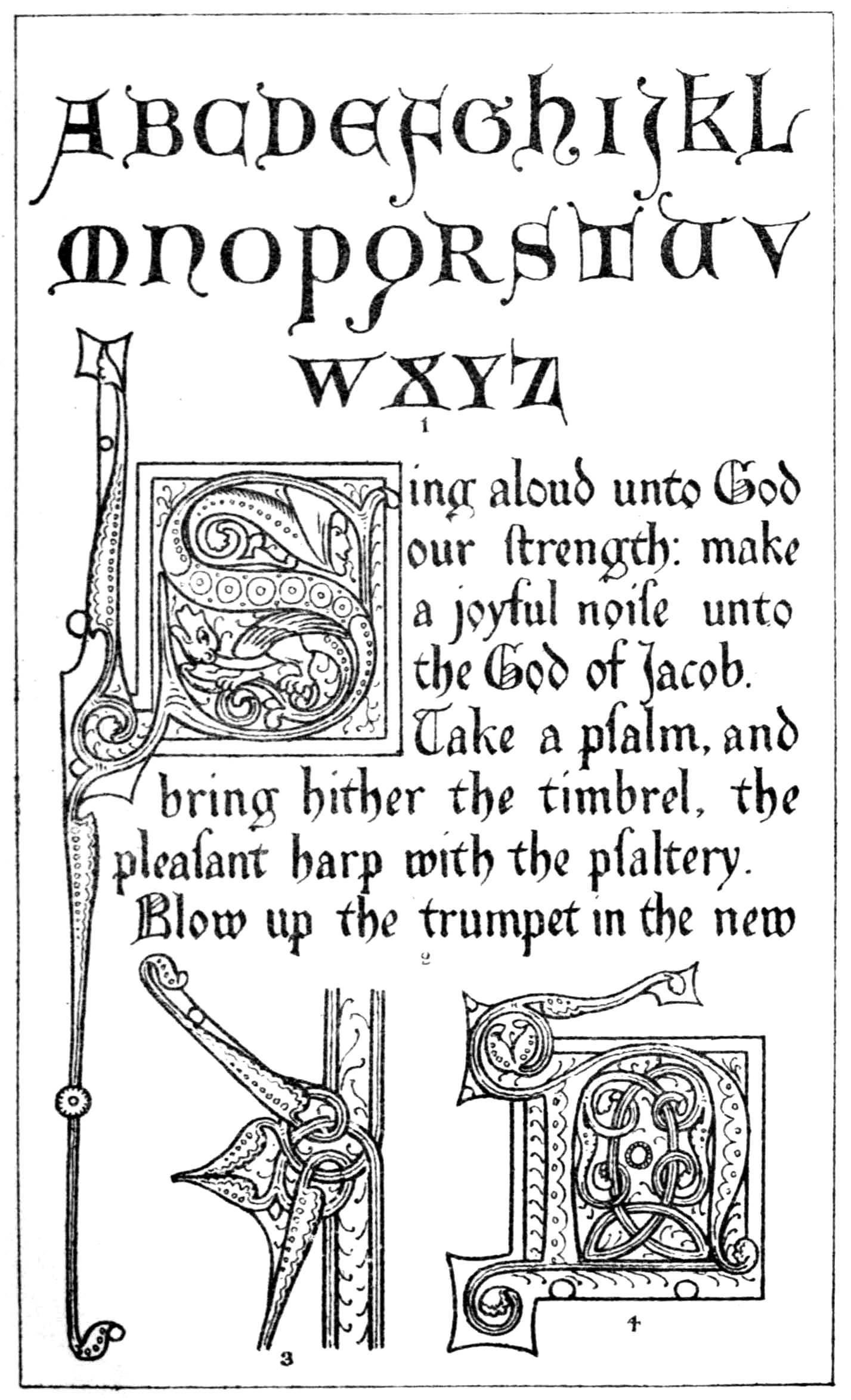
Beginn des Psalms in einem englischsprachigen Buch

Der 81. Psalm ist ein biblischer Psalm aus dem dritten Buch des Psalters. Durch den ersten Vers wird seine Urheberschaft dem Leviten Asaf zugeschrieben. Der Hinweis „vorzusingen, auf der Gittit“, der so auch am Beginn von Psalm 8 und 84 zu finden ist, gilt als nicht eindeutig deutbar. Es könnte sich hierbei um den Verweis auf ein Instrument oder eine Vortragsweise beziehungsweise Melodieangabe handeln.
Nach der griechischen Zählung der Septuaginta, die auch von der lateinischen Vulgata verwendet wird, trägt der Psalm die Nummer 80.

## Inhalt
Der Psalm beginnt mit einem Aufruf zum feierlichen Lob Gottes. Den Hauptteil stellt eine Ermahnung dar, die sich an die Gemeinde richtet, die zum Fest versammelt ist. Inmitten des Jubels dieses Festes verkündet ein Prophet eine Botschaft Gottes, durch die das Volk gewarnt wird. Die Prophetenbotschaft ist von Vers 7 ab als direkte Rede Gottes ausgeführt. Es wird an die Befreiung aus Ägypten und die Offenbarung des Gesetzes am Sinai erinnert. Diese Erinnerung wird direkt in den Aufruf an die gegenwärtige Gemeinde übergeleitet sich  nicht an fremde Götter zu hängen, sondern allein an Gott, den Herrn. Die letzten vier Verse gehen auf den Abfall von Gottes Wegen und den Zusammenhang mit der Not unter der das Volk leidet ein. Gott wäre bereit seinem Volk zu helfen, aber die Menschen sind oft nicht bereit, Gottes Hilfe anzunehmen.

## Erläuterungen zu Begriffen
Beim beschriebenen Fest handelt es sich vermutlich um das Laubhüttenfest. Die Begriffe Jakob und Josef werden als Synonyme für das Volk Israel verwendet. Der Begriff Tragkorb (oder Lastkorb in der Einheitsübersetzung) in Vers 7 spielt auf die Zwangsarbeit an, die die Israeliten in Ägypten verrichten mussten. In den Tragkörben wurden Lehm und Ziegel transportiert. Beim Begriff des Honigs aus dem Felsen in Vers 17 ist entweder an Honigwaben dort nistender wilder Bienen oder an Sirup, der aus Trauben von felsigen, steilen Hängen gewonnen wird, gedacht.